# Québecká kuchyně

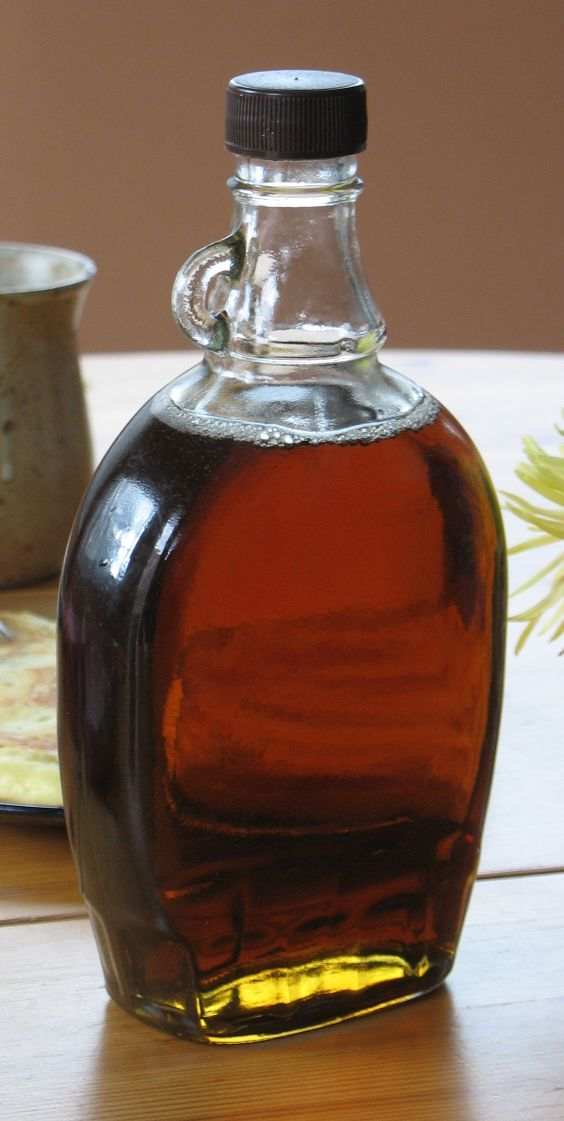
Lahev javorového sirupu

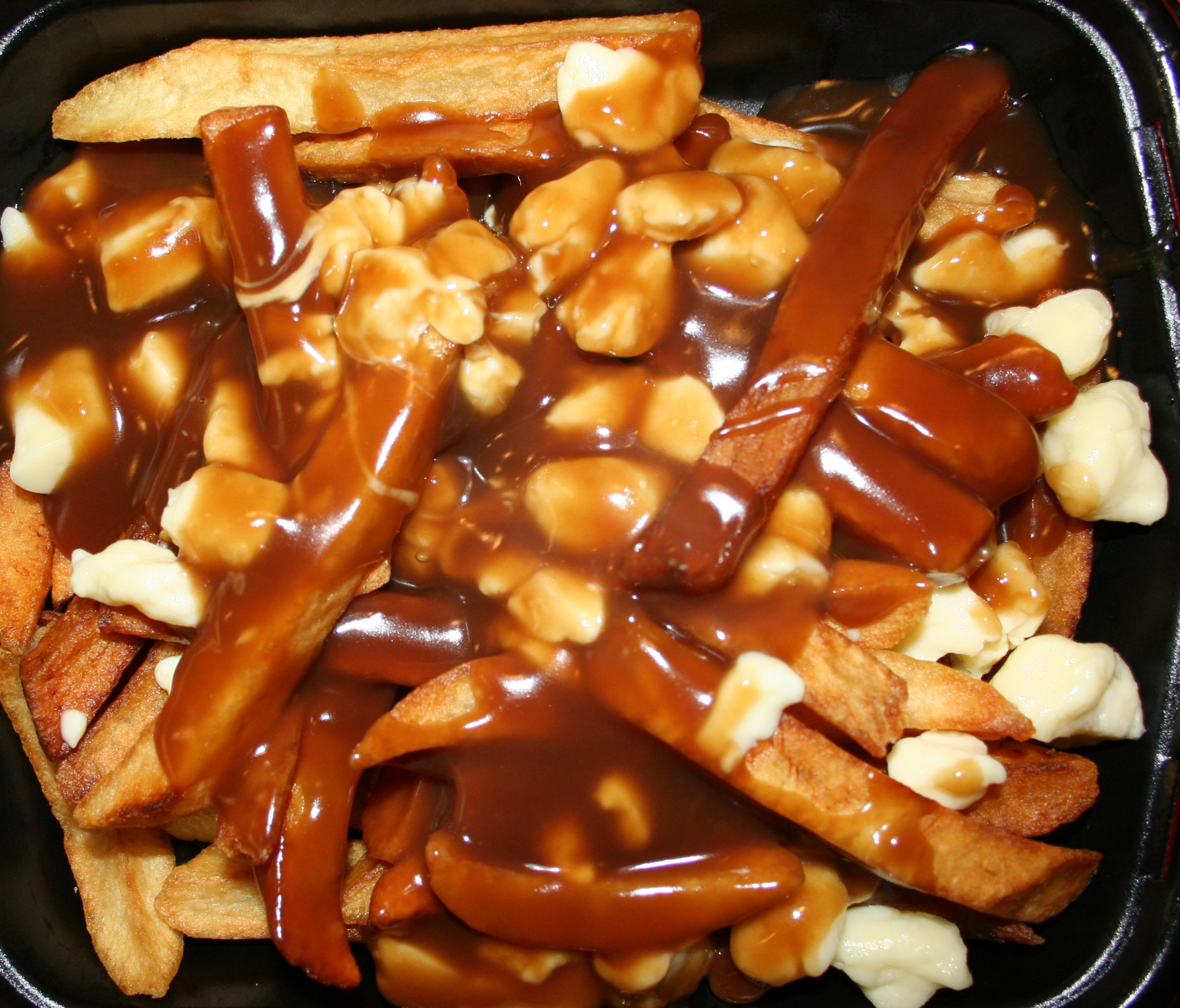
Poutine

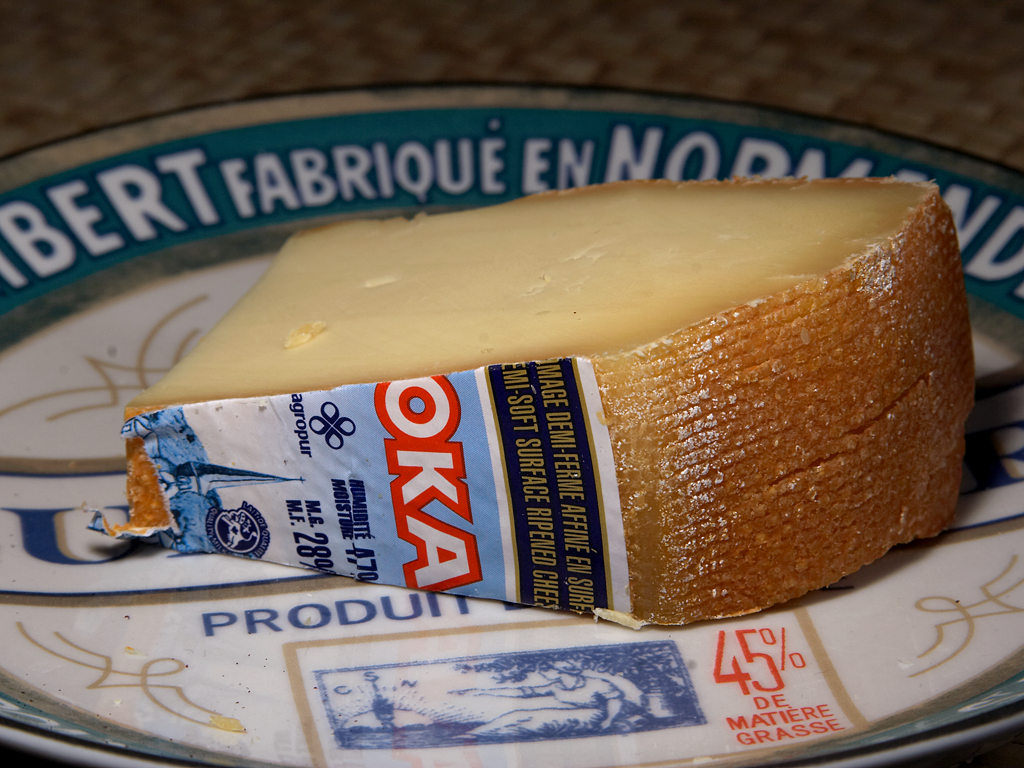
Québecký sýr oka

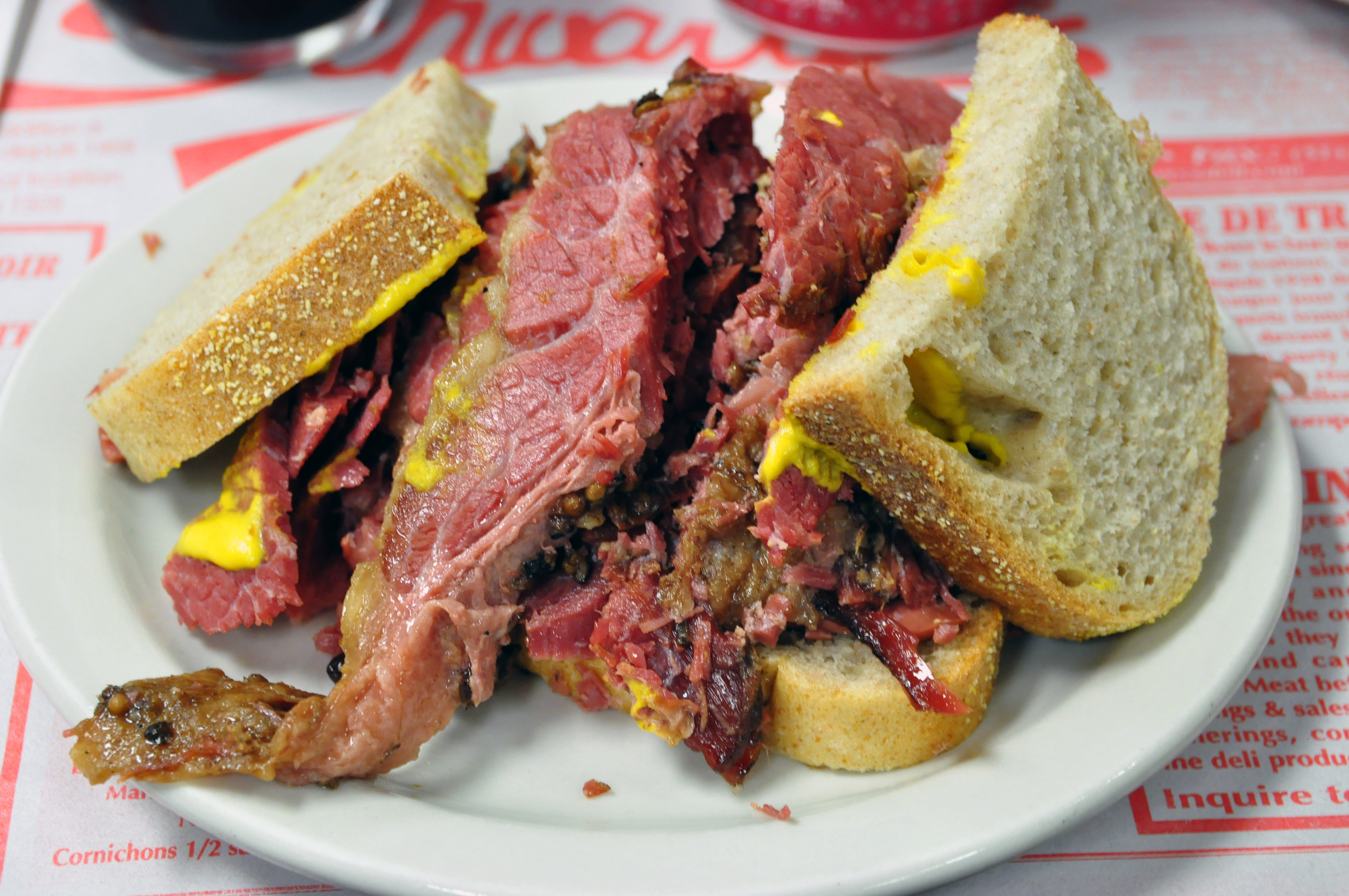
Sendvič s montrealským uzeným masem

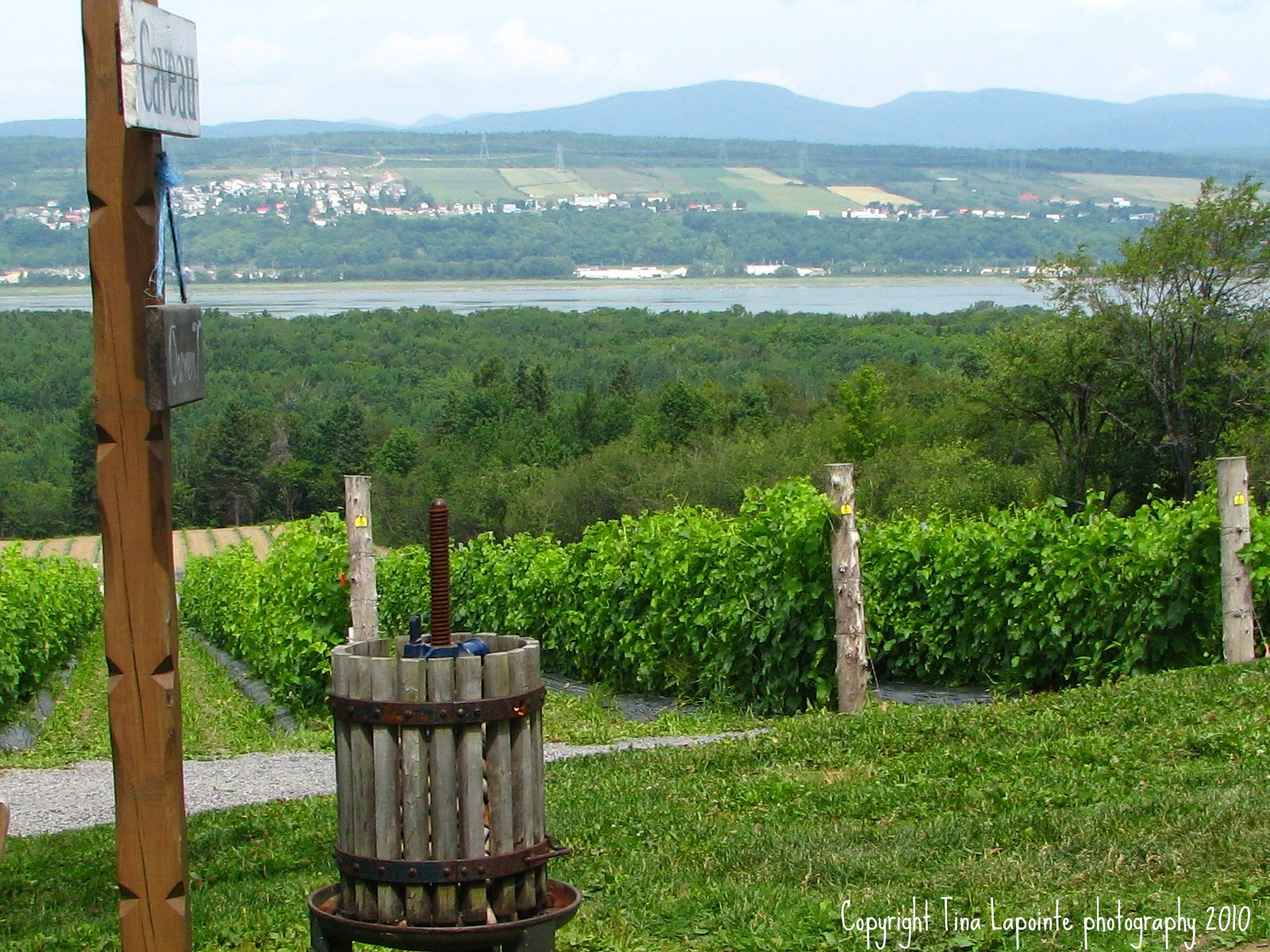
Vinice nedaleko města Québec

Québecká kuchyně (francouzsky: cuisine québécoise) je součástí kanadské kuchyně, je to národní kuchyně kanadské provincie Québec. Québecká kuchyně vychází z francouzské kuchyně (především z francouzské kuchyně 16. století), ale ovlivněna byla i britskou kuchyní, kuchyní USA, kuchyní místních domorodých obyvatel (Indiánů a Inuitů). Québecká kuchyně má ale také mnoho unikátních pokrmů typických jen pro Québec, vycházejících ze zdejších přírodních podmínek, ale i z tradice lovectví. Québecká kuchyně je obzvlášť známá pro javorový sirup, asi 72% veškerého javorového sirupu světa se produkuje v Québecu, a javorový sirup je součástí mnoho québeckých pokrmů a dezertů. Québec je také velmi známý pro produkci sýra, v Québecu se vyrábí přes 700 druhů sýra. Québec je také znám svou produkcí zvěřiny.

## Příklady québeckých pokrmů
Příklady québeckých pokrmů:
- Poutine, národní jídlo Kanady, které pochází původně z Québecu. Jedná se o hranolky s pařeným sýrem a masovou omáčkou.
- Fèves au lard (přeloženo jako fazole se sádlem). Základem tohoto pokrmu jsou fazole a slanina, v omáčce jejímž základem je obvykle javorový sirup.
- Cretons, pokrm podobný méně jemné paštice jehož základem je nahrubo nasekané maso s cibulí a kořením
- Tourtière, masový koláč
- Pâté chinois, québecká verze pastýřského koláče, základem je hovězí mleté maso s kukuřicí, upečené pod vrstvou bramborové kaše
- Bagel, jemné pečivo ve tvaru prstence, bagely je známě québecké město Montréal
- Montréalské uzené maso
- Soupe aux pois, hrachová polévka se slaninou a zeleninou[4]
- Ragú, v Québecu se připravuje více druhů ragú, mezi nejpopulárnější patří ragú s masovými koulemi
- Pouding chômeu (v překladu chudákův pudink), zákusek z vody, mouky, hnědého cukru a másla, který údajně vznikl během velké hospodářské krize
- Tarte au sucre, koláč s náplní z hnědého cukru (případně javorového sirupu)
- Grands-pères, kousky sladkého těsta vařené v javorovém sirupu, často podávané se zmrzlinou

### Galerie

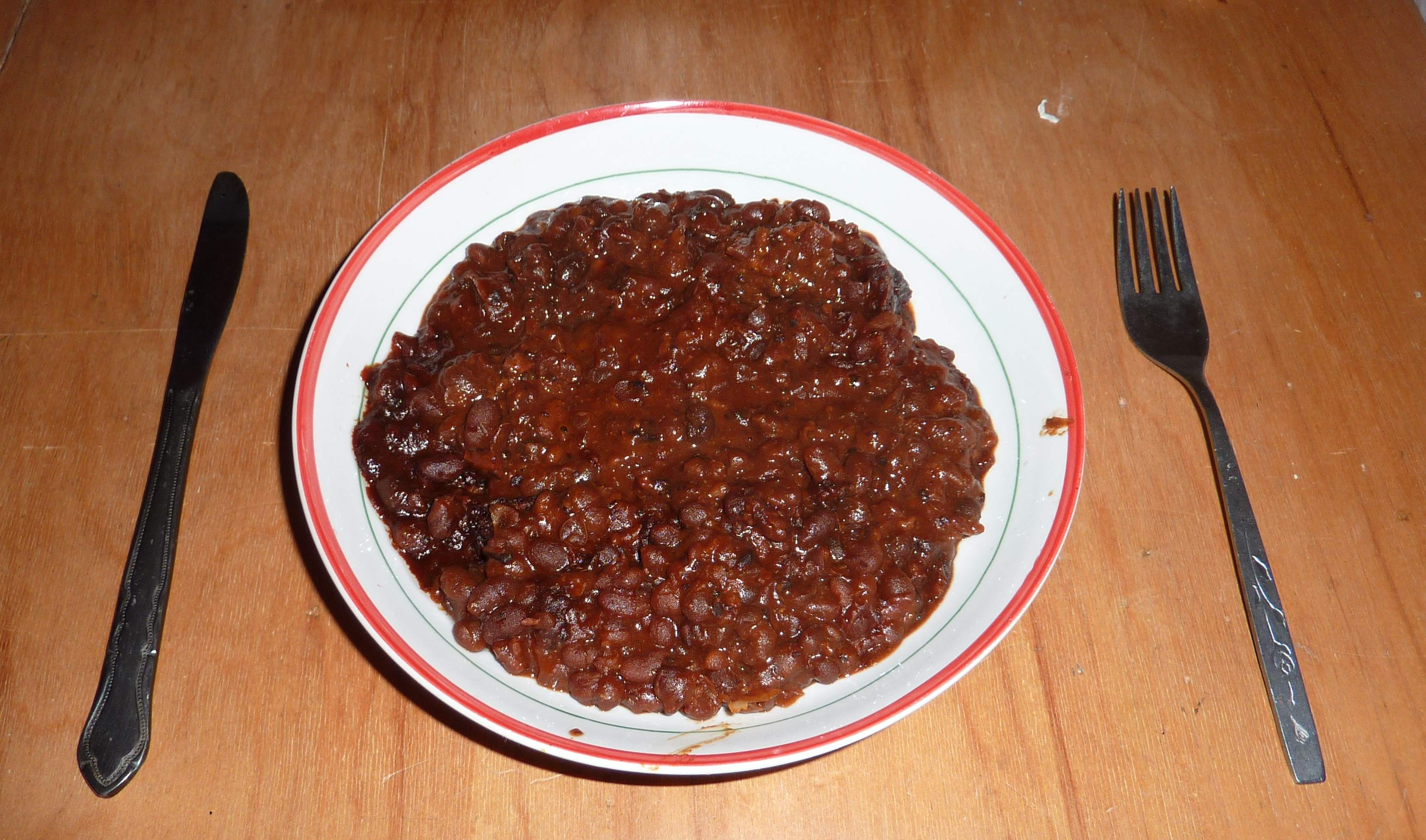
Fèves au lard
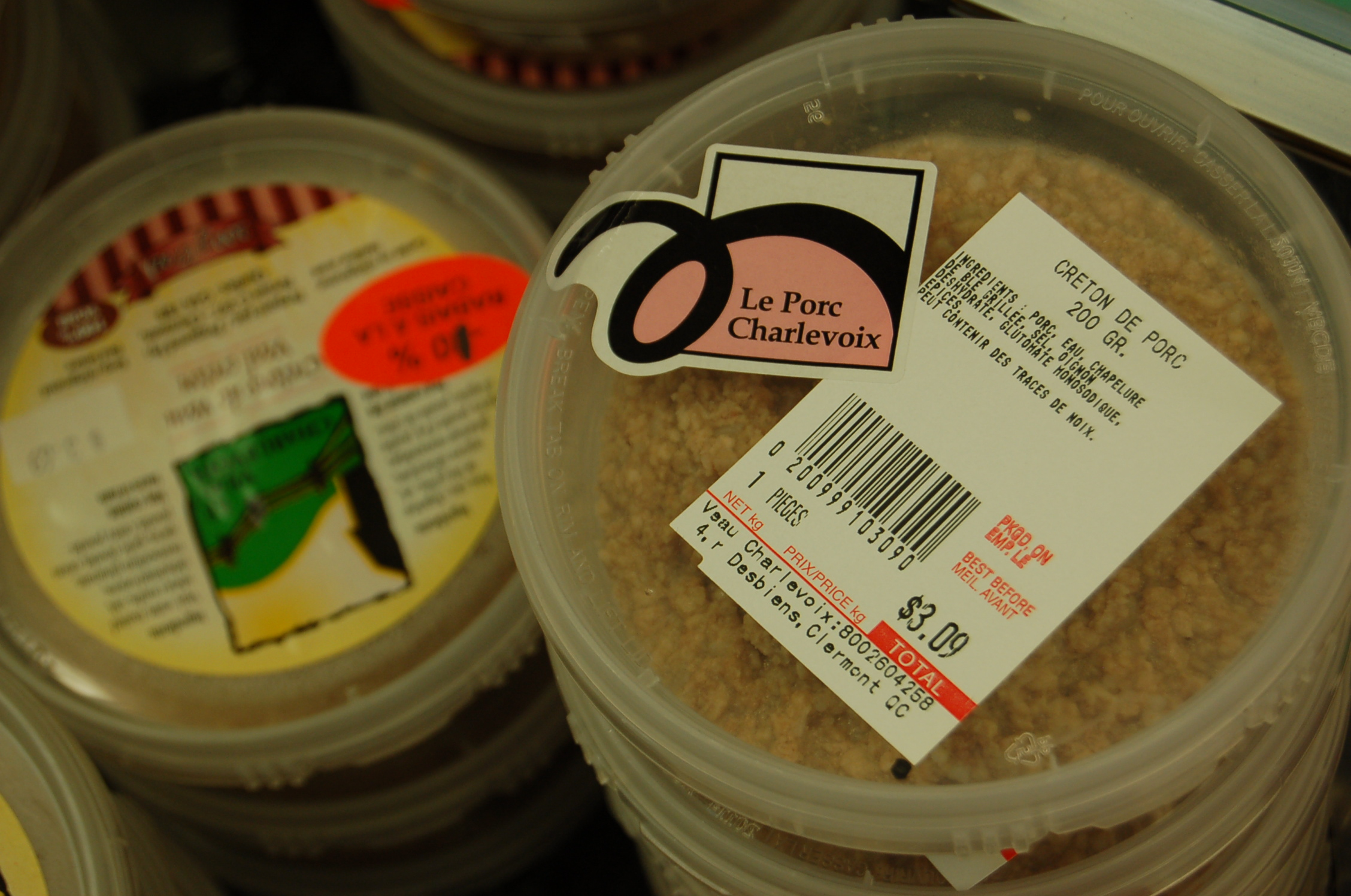
Cretons
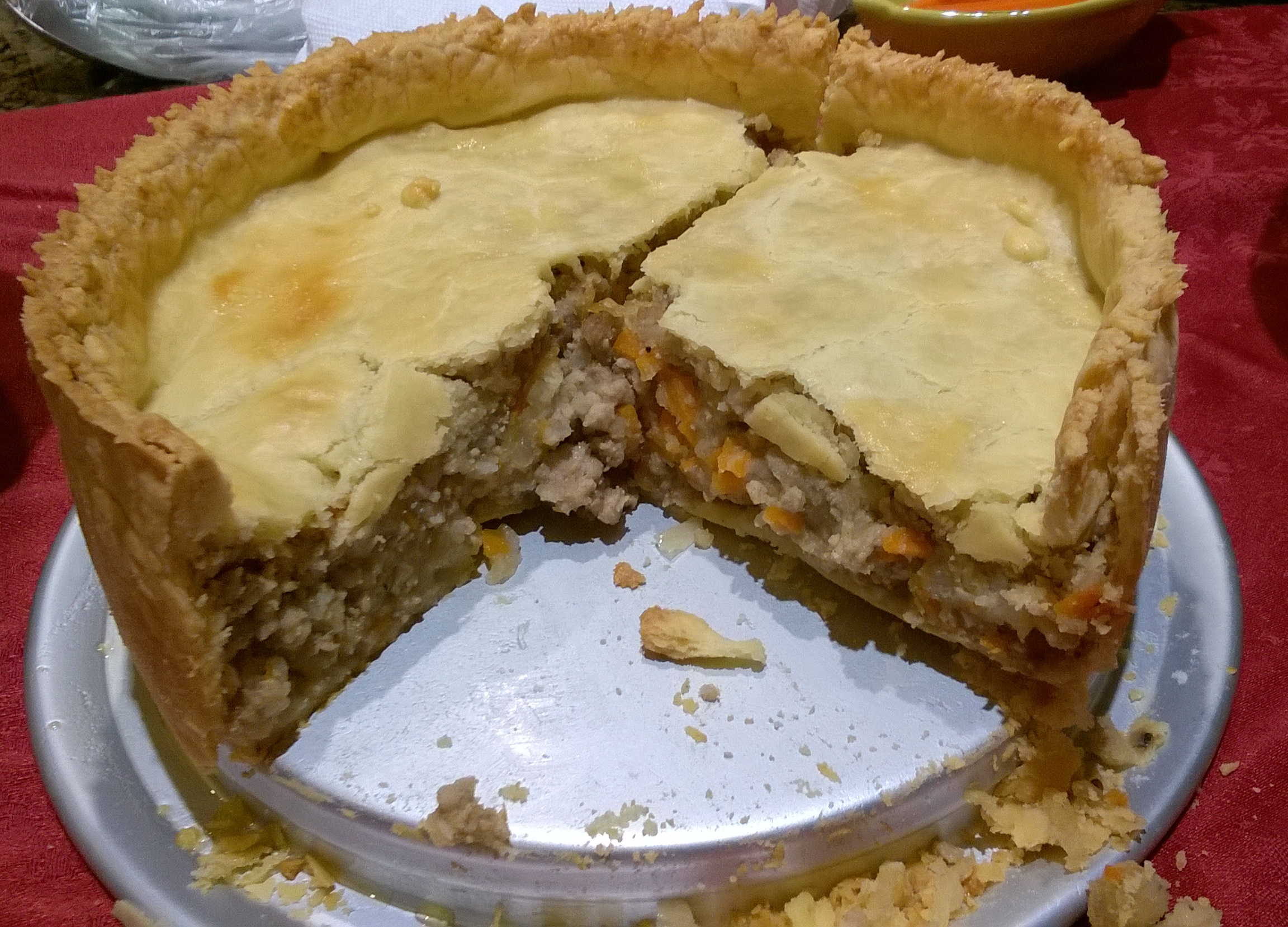
Tourtière
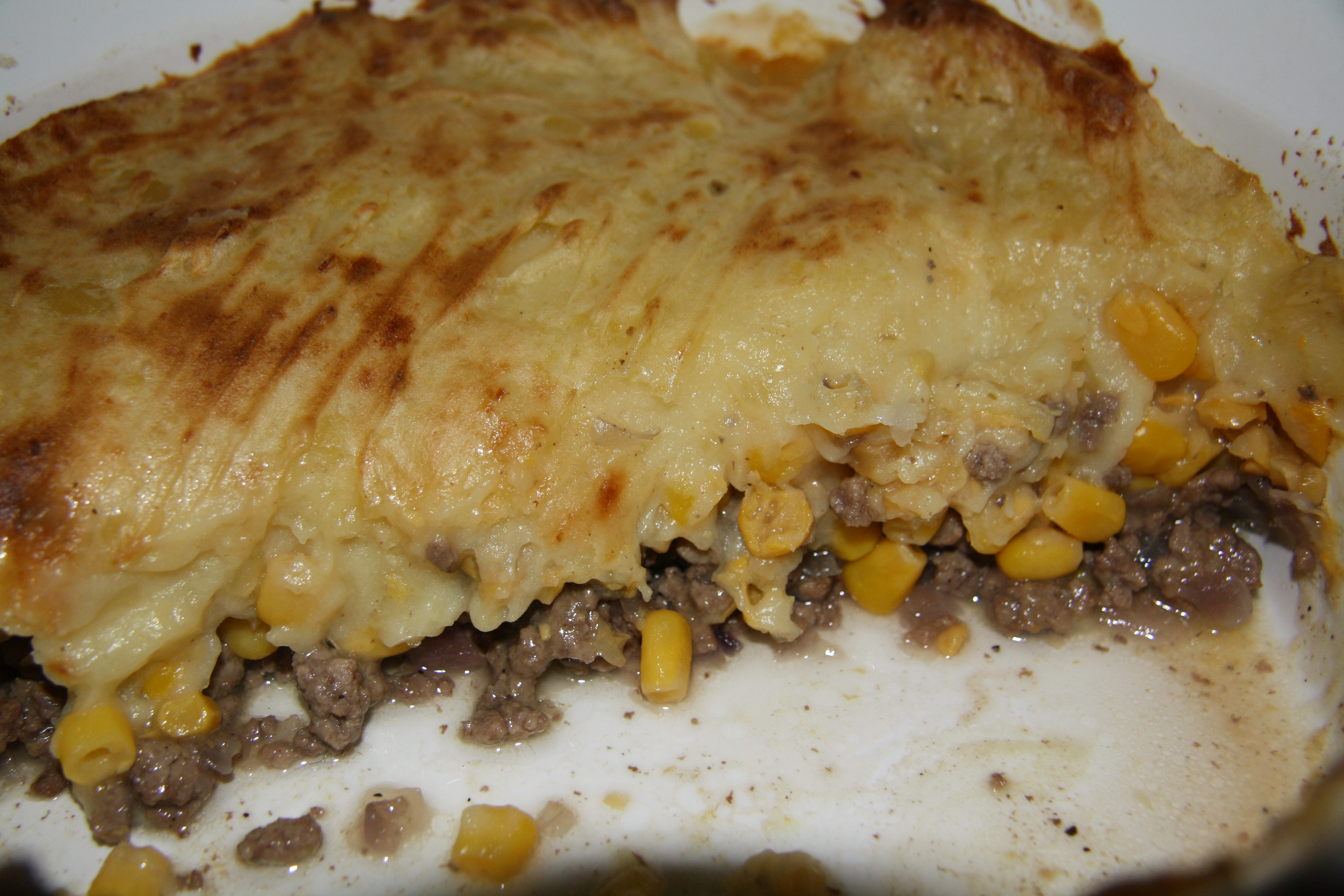
Pâté chinois
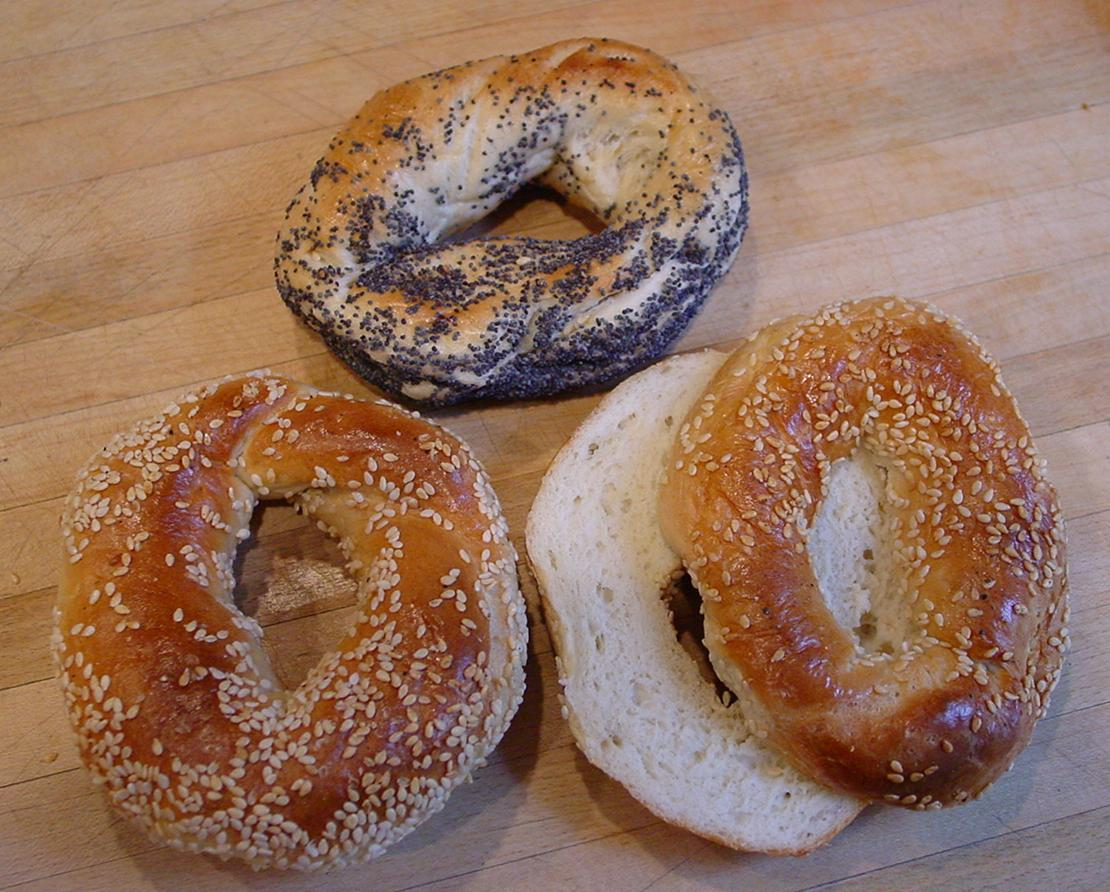
Montrealské bagely
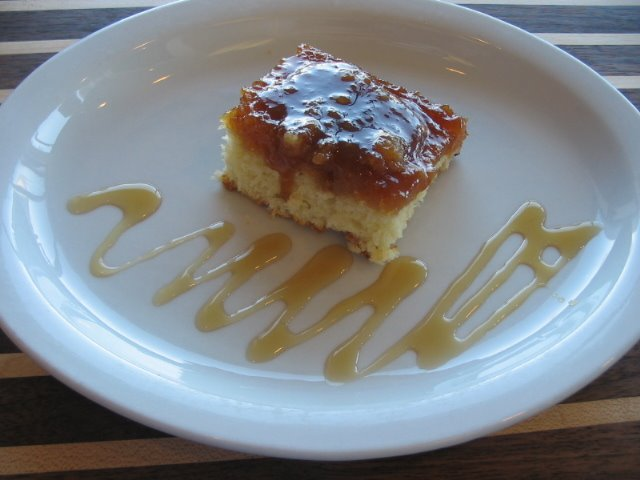
Pouding chômeu
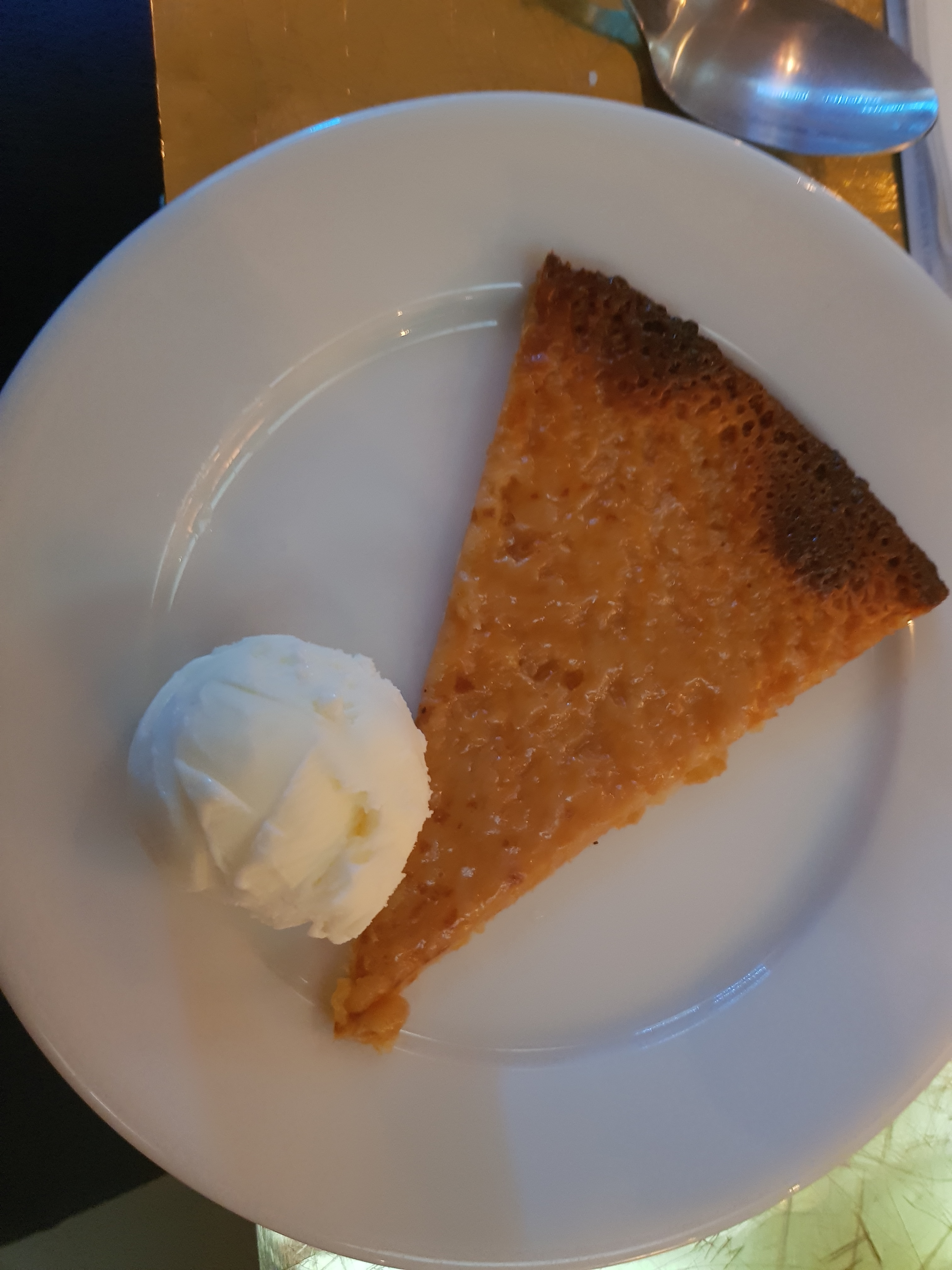
Tarte au sucre
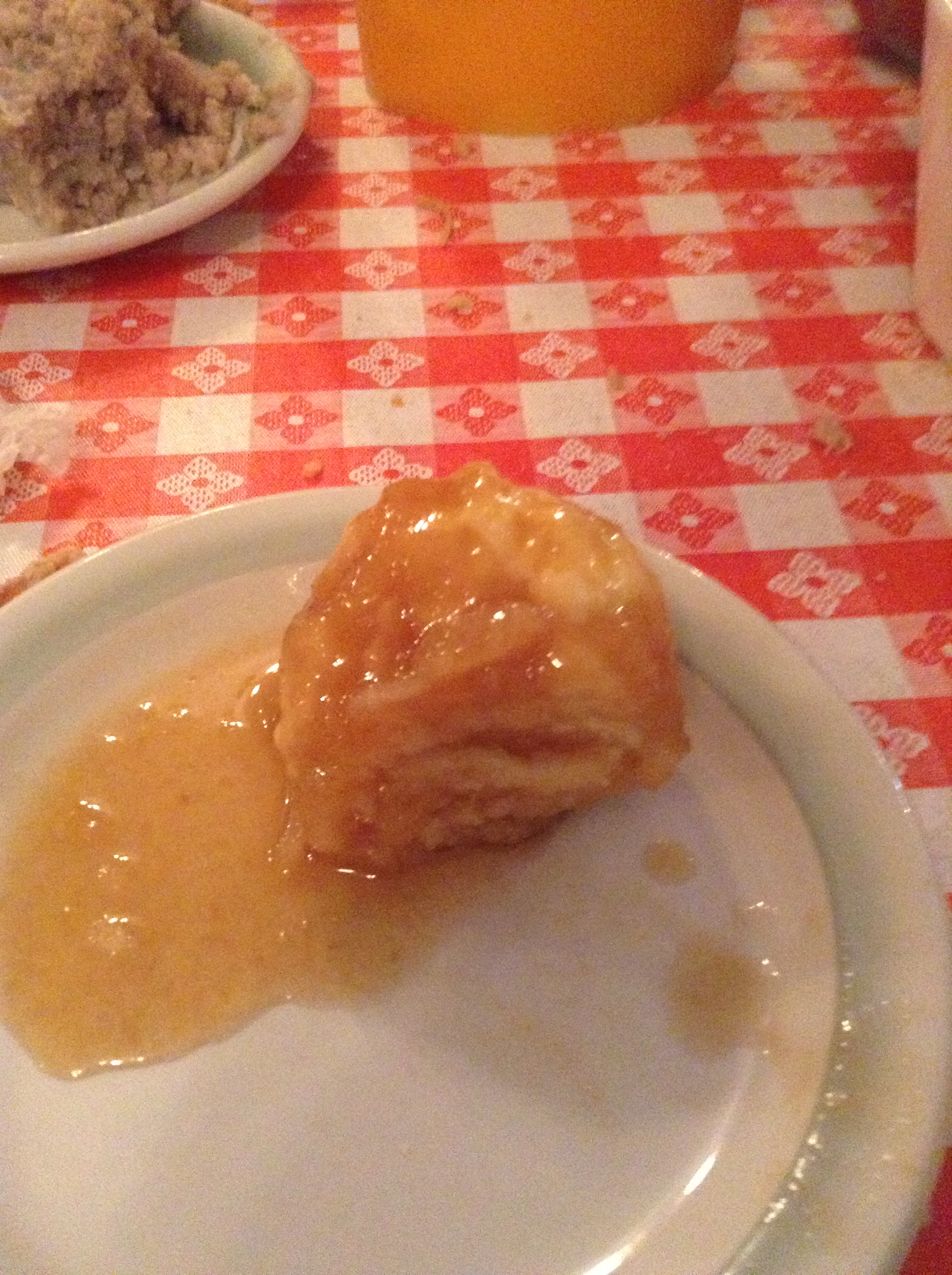
Grands-pères

## Příklady québeckých nápojů
Příklady québeckých nápojů:
- Smrkové pivo (bière d'épinette), alkoholický nebo nealkoholický nápoj ochucený příchutí ze smrkových jehliček
- Cider, alkohlický nápoj z kvašených jablek. Připravuje se i ledový cider, z mražených jablek (jablečný ekvivalent ledového vína)
- Víno, v Québecu je provozováno vinařství